# XT60 (konektor)

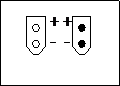

XT60 je druh slaboproudého napájecího dvoupinového konektoru s maximální proudovou zatížitelností 60 A a napětím typicky do cca 80 V. Používá se nejčastěji v modelářství a v elektrických koloběžkách, elektrokolech a podobných mikromobilních dopravních prostředcích pro propojení baterie s kontrolérem motoru. 
Existuje i menší verze tohoto konektoru XT30 a větší verze XT90. Pro podobné účely, avšak s nižšími proudy, lze použít také konektor Dean/T.